# Арестов, Василий Николаевич
Васи́лий Никола́евич А́рестов (укр. Василь Миколайович Арестов; 6 января 1937 года, Харьковская область, УССР, СССР — 6 июля 2008, Киев, Украина) — советский и украинский религиовед, политический деятель и публицист, специалист по религиозному экстремизму и новым религиозным движениям. Кандидат философских наук, доцент. До ноября 1999 года — член и секретарь политического совета по массово-политической работе Социалистической партии Украины. С 8 апреля 2000 года до июня 2003 года — исполнительный секретарь и глава Совета партии Всеукраинского объединения «Справедливость». Член Центрального комитета Прогрессивной социалистической партии Украины (2005—2008), заместителя главного редактора газеты «Предрассветные огни».

## Биография
Родился 6 января 1937 года в Харьковской области.
Окончил исторический факультет Харьковского государственного университета.

### СССР
В советское время был заведующим школьным отделом областного комитета Ленинского коммунистического союза молодёжи Украины. Работал заместителем уполномоченного по делам религии в Харькове.
В начале 1980-х годов работал старшим преподаватель кафедры философии Харьковского государственного университета.
В 1984 году в Институте философии АН УССР под научным руководством доктора философских наук В. А. Зоца защитил диссертацию на соискание учёной степени кандидата философских наук по теме «Религиозный экстремизм: содержание, причины и формы проявления, пути преодоления» (специальность 09.00.06 — научный атеизм).
В 1987 году присвоено учёное звание доцента.

### Украина
В современной Украине был «координатором блока левых сил Киева и Киевской области».
До ноября 1999 года был членом, вторым и первым секретарём киевского городского комитета, а также секретарём политического совета по массово-политической работе Социалистической партии Украины, из которой был исключён вместе с С. Н. Кияшко, Н. Ф. Лавриненко и И. С. Чижом. После этого, совместно с ними создал Всеукраинское объединение «Справедливость» и с 8 апреля 2000 года занимал должность исполнительного секретаря и главы Совета партии.
В 2001 году получил широкую известность, опубликовав в газете Всеукраинского объединения «Справедливость» «Народная справедливость» статьи «„Правовой“ беспредел по-харьковски» (№ 32, август 2001 года) и «Генеральско-прокурорский рэкет» (№ 34, август 2001 года), где выступил с обвинением прокурора Харьковской области В. В. Кривобока, первого заместителя прокурора Харьковской области В. Л. Синчука, заместителя начальника Управления МВДУ по Харьковской области Н. Халина и заместителя начальника Административного управления МВД Украины в области С. Денисюка в злоупотреблении полномочиями в виде оказания покровительства целому ряду преступлений и в фактическом соучастии в них. Свою утверждения он подкрепляя выдержками из уголовных дел, с указанием их номера. В связи с этим для проверки и расследования всех обстоятельств президент Украины Л. Д. Кучма 5 октября 2001 года распорядился создать в Харькове межведомственную комиссию, состоящую из пятнадцати человек, в которую вошло по пять представителей от Службы безопасности Украины, Генеральной прокуратуры Украины и МВД Украины.
Работал помощником-консультантом народного депутата Украины.
В 2002 году на парламентских выборах вошёл в партийный список «Справедливости» в качестве кандидата (один из пятёрки основных кандидатов) в депутаты Верховной Рады Украины IV созыва по многомандатному общегосударственному округу.
Был членом Прогрессивной социалистической партии Украины, а с 2005 по июль 2008 года являлся членом её Центрального комитета. Занимал должность заместителя главного редактора газеты «Предрассветные огни».

## Взгляды
Придерживался левоцентристских взглядов. Считал Беловежские соглашения «преступлением перед народами разрушенного Советского Союза», а также, что «те, кто это сделал (подписавшие беловежские соглашения Б. Ельцин, Л. Кравчук и С. Шушкевич), должны быть отданы под суд».

## Отзывы
В 2003 году прозаик, публицист, эссеист, киносценарист А. А. Сизоненко затрагивая вопрос празднования столетия со дня рождения писателя Ю. И. Яновского отмечал:
Но и сейчас, пока я пишу это и переписываю, никто и пальцем не пошевелит в честь 100-летия Великого Мастера! И цветы, возложенные на его могилу 27 августа, в день его рождения, от Всеукраинского объединения левых «Справедливость» по инициативе учёного-историка Василия Николаевича Арестова, окажутся единственными на могиле Яновского, поросшей высокими травами, даже в его столетний юбилей! Оригинальный текст (укр.)Але й зараз, доки я пишу оце й переписую, ніхто й пальцем не поворухне на відзначення 100-ліття Великого Майстра! І квіти, покладені на його могилу 27 серпня, в день його народження, від Всеукраїнського об'єднання лівих "Справедливість" з ініціативи вченого-історика Василя Миколайовича Арестова, виявляться єдиними на могилі Яновського, порослій високими травами, навіть у його столітній ювілей!
В 2010 году доктор философских наук, профессор, заведующая отделением истории религии и практического религиоведения Института философии им. Григория Сковороды НАН Украины религиовед Л. А. Филиппович указала, что В. Н. Арестов и И. А. Шудрик являются пионерами в области изучения новых религиозных движений на Украине, отметив, что они «ещё в 1989 году выпустили брошюру на украинском языке с соответствующим пропагандистской названием, повторив этот опыт через год в более спокойной форме».
В 2015 году доктор философских наук, профессор кафедры политологии Национальной академии государственного управления при Президенте Украины, религиовед и философ В. Д. Бондаренко отнёс В. Н. Арестова к числу лиц имевших «непосредственное отношение к становлению и развитию» ряда научных школ на кафедре культурологии Национального педагогического университета имени М. П. Драгоманова.

## Сочинения

### Книги
- Арестов В. Н. Баптизм без маски: Критика идеологии и практики современного баптизма. — Харьков: Вища школа: Изд-во при Харьк. гос. ун-те, 1983. — 121 с. — 4000 экз.[25]
- Арестов В. Н. Жизнь во лжи: документально-публицистические очерки о религиозном экстремизме. — Харьков: Прапор, 1983. — 88 с.
- Арестов В. Н., Шудрик И. А. Яд с доставкой на дом: "нетрадиционные религии" в системе идеологических диверсий империализма / Под ред. В. В. Фомиченко. — Харьков: Прапор, 1986. — 118 с. — 10 000 экз.[26]
- Арестов В. Н. Религиозный экстремизм: содержание, причины и формы проявления, пути преодоления. — Харьков: Вища школа: Изд-во при Харьк. гос. ун-те, 1987. — 149 с. — 2000 экз.[27]
- Арестов В. М., Шудрик І. О. Нетрадиційні релігії: суть і спрямування. — Киев: Т-во "Знання" УРСР[укр.], 1990. — 48 с. — (2. Світогляд. Темат. цикл "Історія релігії і атеїзму" / Т-во "Знання" УРСР; № 13). — ISBN 5-7770-0094-0.
- Арестов В. М. "И вновь продолжается бой": сборник статей. — Киев: ПСПУ, 2007.

### Статьи
- Арестов В. М. “У роки застою нам жилося не комфортабельно…” (Проблемы атеїст. пропаганди) // Трибуна. — 1990. — № 10. — С. 7—9.
- Арестов В. М. Особливості релігійно-екстремістських проявів у сучасному суспільстві // Наук. зап.: Матеріали зв.-наук. конф. викладачів КДПІ ім. М. П. Драгоманова за 1991 р. — Киев: КДПІ ім. М. П. Драгоманова, 1992. — С. 225—227.
- Арестов В. М. Прогноз розвитку релігійної ситуації в Україні // Наук. зап.: Матеріали зв.-наук. конф. викладачів УДПУ ім. М. П. Драгоманова за 1992 р. — Киев: КДПІ ім. М. П. Драгоманова, 1993. — С. 326—327.
- Арестов В. Н., Арестова Н.А. От свободы вероисповедания к свободомыслию // Вибір. — 1997. — № 3—4. — С. 143—150.
- Арестов В. Н. Генеральско-прокурорский рэкет // Украинская правда. — 24.10.2001. (впервые опубликована в газете «Народная справедливость». № 34 за август 2001)
- Арестов В. Н. "Правовой" беспредел по-харьковски // Украинская правда. — 24.10.2001. (впервые опубликована в газете «Народная справедливость». № 34 за август 2001)
- Арестов В. Н. .Брехуненки // Досвітнi огнi. № 51-52 (106-107) декабрь 2003
- Арестов В. Н. Письмо, которого не было (По страницам газет) // Досвітнi огнi. — 2003. Архивировано 7 июня 2017 года.
- Арестов В. Н. Брехуненки-2 Досвітнi огнi. № 1 (108) январь 2004
- Арестов В. Н. Кто и кому возлагает цветы? // Досвітнi огнi. № 4 (111) январь 2004
- Арестов В. Н. Нет! — повышению цен на проезд в общественном транспорте // Досвітнi огнi. № 7 (114) февраль 2004
- Арестов В. Н. Это не ошибка, это преступление (к годовщине агрессии США против Ирака) // Досвітнi огнi. № 10 (117) март 2004
- Арестов В. Н. Соловей поёт, заливается... // Досвітнi огнi. № 37 (144) сентябрь 2004
- Арестов В. Н. Не шестерите, господин Десятников! // Досвітнi огнi. № 38 (145) сентябрь 2004
- Арестов В. Н. Встанут новые бойцы! (К 100-летию со дня рождения Николая Островского) // Досвітнi огнi. № 39 (146) сентябрь 2004
- Арестов В. Н. Сыновья твои, Украина: Ярослав Александрович Галан (к 55-летию зверского убийства) // Досвітнi огнi. № 42 (149) октябрь 2004
- Арестов В. Н. Украина не будет рабой! (К 100-летию со дня рождения Николая Платоновича Бажана) // Досвітнi огнi. № 40 (147) октябрь 2004
- Арестов В. Н. За нашу Советскую Украину! (К 60-летию освобождения Украины от немецко-фашистских захватчиков) // Досвітнi огнi. № 43 (150) октябрь 2004
- Арестов В. Н. Воровская "революция" в столице // Досвітнi огнi. № 49 (156) декабрь 2004
- Арестов В. Н.Вихри враждебные веют над нами (К 100-летию Первой русской революции) // Досвітнi огнi. № 2 (161) январь 2005
- Арестов В. Н. Перекличка революций Архивная копия от 11 октября 2017 на Wayback Machine // Досвітнi огнi. № 4 (163) февраль 2005
- Арестов В. Н. Певец социализма (Очерк об А. Е. Корнейчуке) Архивная копия от 24 сентября 2017 на Wayback Machine // Досвітнi огнi. № 20 (179) май 2005
- Арестов В. Н. "Всё хорошо, прекрасная маркиза..." Архивная копия от 11 октября 2017 на Wayback Machine // Досвітнi огнi. № 28 (187) июль 2005
- Арестов В. Н. Земля и сталь Архивная копия от 11 октября 2017 на Wayback Machine // Досвітнi огнi. № 30 (189) июль 2005
- Арестов В. Н. Транжира – президент нищей страны // Досвітнi огнi. № 35 (194) сентябрь 2005
- Арестов В. Н. Фашисты не прошли. Непокоренный Крещатик (Заметки непостороннего) // Досвітнi огнi. № 41 (200) октябрь 2005
- Арестов В. Н. И расставили точки над "і" Архивная копия от 11 октября 2017 на Wayback Machine // Досвітнi огнi. № 42 (201) октябрь 2005
- Арестов В. Н. Вечная слава героям! (Антифашистский марш в Киеве, посвященный 62-й годовщине освобождения столицы Украины от фашистов) // Досвітнi огнi. № 44 (203) ноябрь 2005
- Арестов В. Н. Звезда пленительного счастья (К 180-летию восстания декабристов) // Досвітнi огнi. № 50 (209) декабрь 2005
- Арестов В. Н. Левый марш в право // Коммунист, 14.12.2005
- Арестов В. Н. Фальшивая обёртка // Час пик. № 47 (248). 25.12.2005
- Арестов В. Н. Украинцы готовы бежать от "оранжевых" в Союз // Досвітнi огнi. 8 (219) март 2006
- Арестов В. Н. Так кто же у нас бешеный? // Досвітнi огнi. № 14 (225) апрель 2006
- Арестов В. Н. Путь предателя // Досвітнi огнi. № 30 (241) август 2006
- Арестов В. Н. Кровавая суббота глазами очевидца // Досвітнi огнi. № 40 (251) октябрь 2006
- Арестов В. Н. Битва за Киев // Досвітнi огнi. № 42 (253) ноябрь 2006
- Арестов В. Н. Проходимец первого ранга // Досвітнi огнi. № 8 (271) февраль 2007
- Арестов В. Н. К 50-летию космической эры (Памятные даты) // Досвітнi огнi. № 39 (302) октябрь 2007
- Арестов В. Н. Бессмертие "Молодой гвардии" (о подвиге героев Краснодона читайте здесь) // Досвітнi огнi. № 39 (302) октябрь 2007
- Арестов В. Н. Требуем закрыть рассадник гитлеризма // Досвітнi огнi. № 49-50 (312-313) декабрь 2007
- Арестов В. Н. "Может, я что-то не так понял..." // Досвітнi огнi. № 3 (316) январь 2008
- Арестов В. Н. Луценко давно пора поставить на место // Досвітнi огнi. № 3 (318) январь 2008